# Die Not der Familie Caldera
Die Not der Familie Caldera ist ein Buch der deutschen Autorin Gudrun Pausewang, das 1977 erschien.

## Inhalt
Die Geschichte handelt von einem Indigenen namens Ramón, der in den Anden Südamerikas aufwächst. Er will es im Gegensatz zu seinen Verwandten zu etwas bringen. Er macht sich deshalb im Alter von 19 Jahren auf in die Großstadt. Dort bekommt er den Tipp, er solle sich seinen Zopf abschneiden, um als zivilisierter „Indio“ gelten zu können. Für das Geld, das er  für seinen Zopf bekommt, kann er sich sein erstes Paar billige Schuhe kaufen. Zu Anfang hat er Glück: Er lernt Don Ernesto kennen, der ihm hilft eine Arbeit zu finden. In Don Ernestos Haushalt arbeitet die Schwarze Rafaela als Hausmädchen. Diese macht ihn mit verschiedenen modernen Gegenständen vertraut und hilft ihm auch sonst bei der Eingewöhnung in der Stadt. Rafaela wird einige Zeit später seine Frau, nachdem er ihr auf einem Jahrmarkt einen Heiratsantrag gemacht hat.
Nach einer Phase des Glücks (Hochzeit, Hauskauf, Geburt der ersten Kinder) erleidet die Familie verschiedene Schicksalsschläge: einige Kinder von Ramón und Rafaela sterben, und die Eltern verlieren ihre Arbeit, Ramón, weil er bei einem Betriebsunfall drei Finger verlor, und Rafaela, weil sie wieder ein Kind erwartet und niemand eine Waschfrau mit vielen lästigen Kindern haben will. Daher müssen die Calderas ihr Haus verlassen und in ein Elendsviertel am Fluss ziehen. Als die Not zu groß wird, arbeitet Ramón als Dieb bei seinem früheren Nachbarn Rufinio. Bei einem seiner größten Raubüberfälle auf eine große Villa, deren Hausbesitzer vermeintlich verreist sind, bittet er seinen ältesten Sohn Joselito darum, für ihn Schmiere zu stehen. Ramón wird von zwei vorbeifahrenden Polizisten erschossen.
Die Mutter muss nun mit den Kindern von Haus zu Haus ziehen oder auf öffentlichen Plätzen sitzen und von dem leben, was sie durch das Betteln verdienen.

## Einordnung
Das Buch thematisiert, wie andere Werke der Autorin, die hoffnungslose Situation, in der sich etliche Familien, Kinder und Jugendliche in den Ländern Südamerikas befinden.

## Auszeichnungen
Das Buch wurde im Erscheinungsjahr mit dem Buxtehuder Bullen sowie 1978 zweifach mit dem Deutschen Jugendliteraturpreis ausgezeichnet.